# Suzan Lamens
Suzan Lamens (født 5. juli 1999 i Berkel en Rodenrijs, Holland) er en professionel tennisspiller fra Holland.